# Патрулья Аспа
Патрулья Аспа (ісп. Patrulla Aspa, що можна зрозуміти як «Патруль лопатей») — пілотажна аеробатична ескадрилья іспанських Військово-повітряних сил. Базується на авіабазі Армілья (Гранада). Пілотаж виконує на п'яти гелікоптерах Eurocopter EC 120B Colibri. Команда була створена 23 вересня 2003 року тодішнім начальником штабу ВПС (JEMA) Едуардо Гонсалес-Галларса. Її перше авіашоу відбулося 16 травня 2004 року в Севільї на аеродромі Таблада, а закордонний дебют пройшов на авіашоу Portugal Air Show в Еворі (Португалія) у 2005. Відтоді група неодноразово виступала в Іспанії і за її межами .
Patrulla Aspa складається загалом із шести (один резервний) гелікоптерів Eurocopter EC 120B Colibri, кожен з яких укомплектований двома пілотами, з чотирма додатковими пілотами у резерві. Допоміжний персонал складається з чотирнадцяти осіб (десять техніків, два спеціалісти з відео- та фотозйомки та два спеціалісти зі зв'язків з громадськістю). Як і команда Patrulla Águila, Patrulla Aspa не є штатною ескадрильєю: всі її 16 пілотів є штатними пілотами-інструкторами ВПС Іспанії. Як допоміжний літак для виступів за межами Іспанії команда використовує CASA C-295.